# Ahad Ha'am
Ahad Ha'am  (em hebraico: אחד העם, literalmente, "alguém deste povo", Gênesis 26:10) é o nome hebraico e pseudônimo literário de Asher Zvi Hirsch Ginsberg  (Skvira, Oblast de Kiev, Ucrânia, 18 de agosto de 1856 – Tel Aviv, 2 de janeiro de 1927) foi um filósofo e ensaísta judeu - um dos mais destacados pensadores sionistas da fase anterior à criação do Estado de Israel.

## Vida
Filho de um comerciante e judeu hassídico, teve uma educação tradicional e na juventude aprendeu russo, alemão, francês, inglês e latim, sendo um ávido leitor em todas essas línguas. Casou-se aos 17 anos e teve três filhos. Estabeleceu sua família em Odessa, onde foi ativo no capítulo local do Hovevei Zion, realizando algumas viagens à Terra de Israel enquanto escrevia para publicações locais em língua hebraica. 
Em 1907 ele se mudou para Londres, onde se tornou amigo e conselheiro de Chaim Weizmann (futuro presidente de Israel) e contribuiu com as negociações que culminaram com a Declaração de Balfour, a qual foi posteriormente incorporada ao Tratado de Sèvres.
É conhecido como o fundador do sionismo cultural ou sionismo espiritual, segundo o qual, ao criar um centro espiritual para o povo judeu na Terra de Israel - com trabalho físico juntamente com esforços educacionais e culturais - o povo judeu seria unificado e seu espírito nacional renovado. Esse sentimento emanaria do centro espiritual para todas as direções da Diáspora, onde a assimilação era vista como um perigo real. Ahad Ha'am acreditava que, mesmo se fosse possível absorver todos os judeus na Terra de Israel, isso não resolveria os problemas políticos e financeiros, se não fosse considerado, em primeiro lugar, o aspecto nacional-espiritual. No entanto, ele acreditava no futuro crescimento da população judaica reunida em Eretz Israel, o que engendraria o estabelecimento de um Estado judeu, onde a liberdade cultural e nacional seria possível. Com sua visão secular de um centro espiritual judaico na Palestina, Ahad Ha'am contrapôs-se às ideias de  Theodor Herzl, o fundador do sionismo político. À diferença de Herzl, ele defendia "um Estado judeu e não um mero um Estado de judeus".
Foi sepultado no Cemitério Trumpeldor.

## Trabalhos publicados
- Ten Essays on Zionism and Judaism, traduzido do hebraico para o inglês por Leon Simon, Arno Press, 1973 (reedição de 1922 ed.). ISBN 0-405-05267-7
- Essays, Letters, Memoirs, Traduzido do hebraico  para o inglês e editado por Leon Simon. Biblioteca Leste e Oeste, 1946.
- Selected Essays, traduzidos do hebraico para o inglês por Leon Simon. A Sociedade de Publicação Judaica da América, 1912.
- Nationalism and the Jewish Ethic; Basic Writings of Ahad Ha'am, editados e introduzidos por Hans Kohn. Livros Schocken, 1962